# Napoleon I. na cesarskem prestolu
Napoleon I. na cesarskem prestolu (francosko Napoléon Ier sur le trône impérial) je portret  Napoleona I. iz leta 1806 v njegovem oblačilu za kronanje, ki ga je naslikal francoski slikar Jean Auguste Dominique Ingres.

## Opis
Na sliki je Napoleon kot cesar, v kostumu, ki ga je nosil za kronanje, sedeč na prestolu s krožnimi nasloni za roke, okrašenimi s slonovinastimi kroglicami. V desni roki drži žezlo Karla Velikega, v levi pa pravico. Na glavi ima zlat lovorov venec, podoben tistemu, ki ga je nosil Julij Cezar. Pod velikim ovratnikom Red legije časti (Légion d'honneur), zlato vezena satenasta tunika in hermelinovo žametno ogrinjalo, okrašeno z zlatimi čebelami. nosi tudi kapuco iz hermelina. Meč je v nožnici, ki jo drži svileni šal. Objekt nosi bele čevlje, vezene v zlatu, ki počivajo na blazini. Preproga pod prestolom prikazuje cesarskega orla. Podpis INGRES P xit je spodaj levo, ANNO 1806 pa spodaj desno.

## Zgodovina
Slika je bila razstavljena pod delovno številko 272 na Pariškem salonu leta 1806 kot Njegovo veličanstvo cesar na svojem prestolu, kot je bilo zapisano, da je v lasti Corps législatif. V istem salonu je Robert Lefèvre razstavil Portret Napoleona v kostumu za kronanje. Ingresova slika je bila leta 1815 prenesena v muzej Louvre, kjer je bila najprej popisana kot MR 2069 in danes znana kot INV. 5420. Leta 1832 jo je grof de Forbin postavil na ogled v Hotel des Invalides, sprva v kapeli, nato od leta 1860 v knjižnici. Zdaj je na ogled v Musée de l'Armée.
V zgornjem desnem kotu slike (in še toliko bolj vidno na pripravljalni risbi), odsekani na polovici njene širine, je viden ščit z grbi Papeških držav, Este, Lombardije, Benetk in Savoje, vse pa je nadkrito s krono Italije. Iz tega Sébastien Allard domneva, da je sliko naročila italijanska institucija, da bi Napoleona prikazala kot kralja Italije, ne kot cesarja, vendar so jo zaradi inovativne ikonografije prvotni naročniki zavrnili, zato ga je pridobil Corpus législatif .

## Modeli in vpliv

### Zevs
Ospredje tega portreta se nanaša na kolosalni kip Fidijevega Zevsa v Olimpiji, katerega poza je bila vzor ne le številnim upodobitvam vladarjev, temveč tudi krščanski ikonografiji. Tudi sam Ingres je to pozo uporabil za svojejo sliko Jupiter in Tetis. Musée de Montauban ima kelih s podobo po bizantinski plošči, ki prikazuje sedečega cesarja, ki je bila Ingresu  morda neposreden model .

### Jan van Eyck
Za Roberta Rosenblum je bil Ingresov model lik Boga Očeta na Gentskem oltarju Jana van Eycka, ki je bil v Louvru v času, ko je Ingres ta portret slikal.  Sodobni kritik Pierre-Jean-Baptiste Chaussard je Ingresov slog v tem portretu primerjal s slogom Van Eycka (takrat znanega kot Jean de Bruges).

### Rafael
Na levi strani preproge med medaljoni zodiaka je medaljon z različico Madonna della seggiol  avtorja Rafaela, ki ga je umetnik Ingres najbolj občudoval. Ingres se pokloni Rafaelu z vključitvijo te slike v ozadje številnih njegovih del, na primer Henrik IV. se igra z otrokom in Rafael in La Fornarina na mizi pred motivom v svojem Portret gospoda Rivière.

## Sprejem
Na Salonu je v javnosti vzbudil moteč vtis, ne samo zaradi Ingresovih slogovnih idiosinkracij, temveč tudi zaradi upodabljanja karolinških podob, ki jih je Napoleon nosil na svojem kronanju . David (ki je naslednje leto končal Napoleonovo kronanje) je izrekel ostro sodbo , kritiki pa so bili zmerno sovražni, pri čemer so kritizirali nenavadne barvne razlike, željo po kiparskem reliefu, hladni natančnosti obrisa in samozavedno arhaično kakovost. Chaussard (Le Pausanias Français, 1806) je Ingresov slog obsodil kot gotski (trubadurski slog se je začel v tem času). Kot je zapisala umetnostna zgodovinarka Marjorie Cohn: »Takrat je bila umetnostna zgodovina kot znanstvena veda povsem nova. Umetniki in kritiki so drug drugega prehitevali v svojih poskusih prepoznavanja, interpretacije in izkoriščanja tistega, kar so šele začeli dojemati kot zgodovinski slogovni razvoj . Louvre, ki je bil napolnjen s plenom, ki ga je Napoleon zajel v svojih pohodih v Belgiji, na Nizozemskem in v Italiji, je francoskim umetnikom zgodnjega 19. stoletja omogočil izjemno priložnost za študij, primerjavo in kopiranje mojstrskih del iz antike in iz celotne zgodovine evropskega slikarstva . Ingres se je od začetka kariere svobodno zadolževal od starejše umetnosti, pri čemer je prevzel zgodovinski slog, primeren njegovemu predmetu, vodilne kritike pa je obtožil plenjenja preteklosti.